# Појана Вадулуј (Алба)
Појана Вадулуј (рум. Poiana Vadului) насеље је у Румунији у округу Алба у општини Појана Вадулуј. Oпштина се налази на надморској висини од 873 m.

## Становништво
Према подацима из 2002. године у насељу је живело 1304 становника, од којих су сви румунске националности.

### Хронологија
| Година       | 1992 | 1993 | 1994 | 1995 | 1996 | 1997 | 1998 | 1999 | 2000 | 2001 | 2002 | 2003 | 2004 | 2005 | 2006 | 2007 | 2008 | 2009 | 2010 | 2011 | 2012 | 2013 | 2014 | 2015 | 2016 | 2017 |
| ------------ | ---- | ---- | ---- | ---- | ---- | ---- | ---- | ---- | ---- | ---- | ---- | ---- | ---- | ---- | ---- | ---- | ---- | ---- | ---- | ---- | ---- | ---- | ---- | ---- | ---- | ---- |
| Становништво | 1553 | 1538 | 1510 | 1485 | 1477 | 1456 | 1436 | 1432 | 1409 | 1413 | 1397 | 1381 | 1374 | 1364 | 1348 | 1306 | 1293 | 1262 | 1238 | 1235 | 1202 | 1183 | 1155 | 1126 | 1104 | 1083 |